# Неменов Леонід Михайлович
Леонід Михайлович Неменов  (рос. Леонид Михайлович Неменов; нар. 16 листопада 1905, Катеринослав — 20 липня 1980, Москва) — радянський учений-фізик, доктор технічних наук (1949), професор (1962), академік Академії наук Казахської РСР (1962).

## Біографія
Батько — генерал-майор медичної служби, професор Михайло Ісаєвич Неменов (1880—1950), із вітебської єврейської купецької сім'ї, рентгенолог і організатор охорони здоров'я. Мати — лікар Анна Мойсеївна Югенбург (1888—1969). Дядько — радянський економіст Семен (Залман) Мойсейович Югенбург. Дід Мойсей Соломонович Югенбург був директором єврейського училища в Веліжі. Сестра — художниця Герта Михайлівна Неменова. Племінник заступника наркома закордонних справ СРСР М. М. Крестинського.
Закінчив Ленінградський державний університет (1929).
У 1929—1968 роках — науковий співробітник і працівник Ленінградського фізико-технічного інституту та Лабораторії № 2 АН СРСР (згодом Інституту атомної енергії імені Курчатова Академії наук СРСР); займався науковою діяльністю в Інституті ядерної фізики Академії наук Казахської РСР. У 1963—1968 роках — академік-секретар фізико-математичного відділення Президії АН Казахської РСР, академік-секретар Президії АН Казахської РСР (1967—1968).
Із 1968 по 1980 начальник Всесоюзного науково-дослідного інституту фізико-технічних і радіотехнічних вимірювань прискорювачів. Основні наукові праці з ядерної фізики і техніки прискорювачів, провідників і діелектриків.
Під керівництвом Неменова в СРСР були проведені перші прецизійні вимірювання дефекту маси на мас-спектрографі (1937) і циклотроні з діаметром полюсів 1200 мм (1946). Неменов зробив і впровадив у виробництво ізохронний циклотрон із регульованою енергією іонів (1965).

## Нагороди
- Лауреат Сталінської премії (1953).
- 2 рази нагороджений орденом Леніна, Трудового Червоного Прапора, 2 орденами «Знак Пошани», інші медалі[3].